# Saltmarshe, Herefordshire
Saltmarshe var en civil parish från 1858 till 1986 då den blev en del av Edvin Loach and Saltmarshe, i grevskapet Hereford and Worcester (nu Herefordshire), i England. Civil parish var belägen 4 km från Bromyard och hade 7 invånare år 1971.